# Friedrich Adolph Kuhn

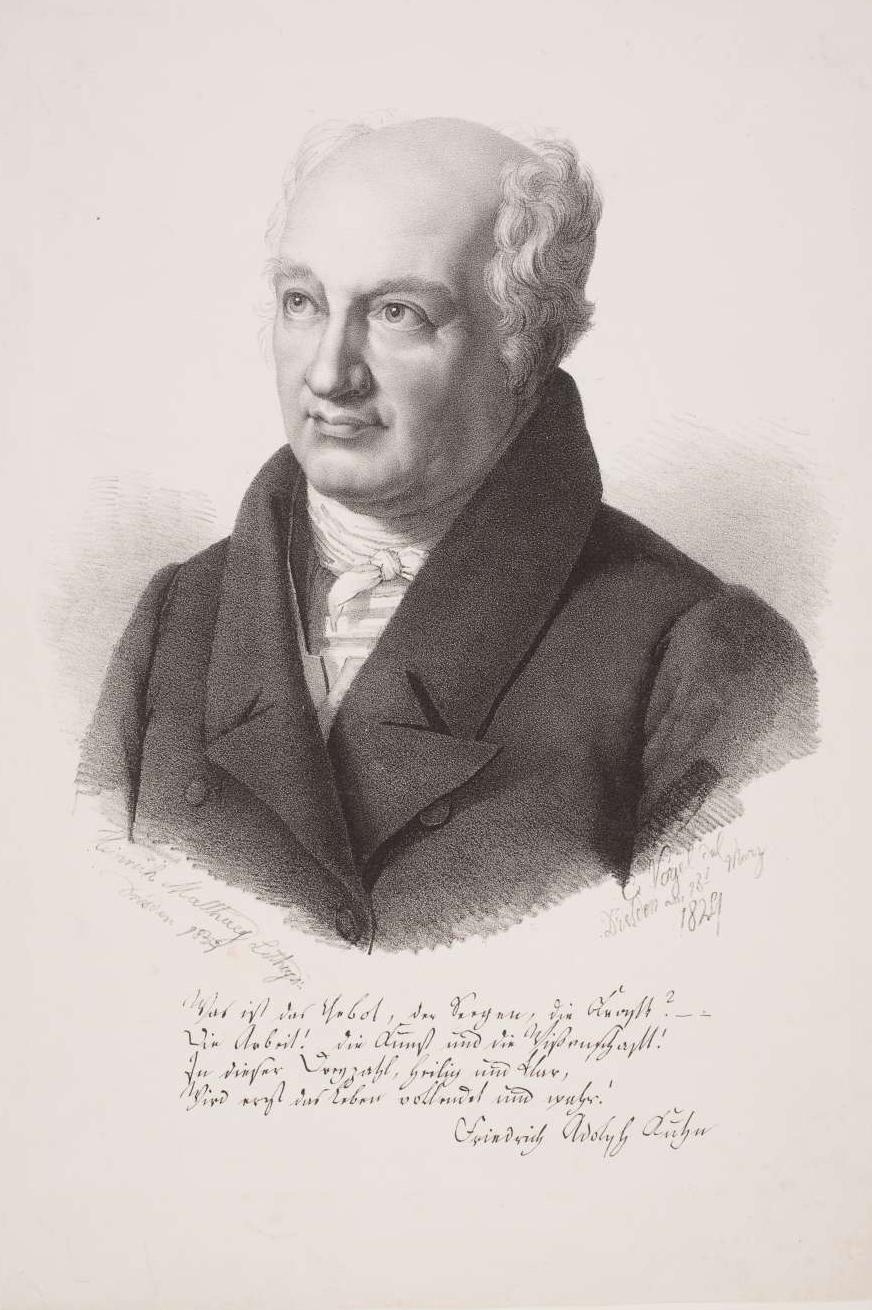
Friedrich Adolph Kuhn

Friedrich Adolph Kuhn (* 2. September 1774 in Dresden; † 29. Juli 1844 ebenda) war ein deutscher Lyriker und Übersetzer.

## Leben
Aus einer Beamtenfamilie stammend, besuchte er das Gymnasium in Freiberg und studierte ab 1793 an der Universität Wittenberg die Rechtswissenschaften. Daneben begann er seine literarische Neigung zu entfalten, schloss Bekanntschaft mit Novalis und Theodor Hell. 1797 begab er sich an die Universität Jena, wo er die Vorlesungen von Johann Gottlieb Fichte besuchte und sich der romantischen Bewegung annäherte.
Im Anschluss an sein Studium kehrte er nach Dresden als Anwalt zurück und nahm lebhaften Anteil am kulturellen und politischen Leben in der Stadt. Als Lyriker hat er seine Gedichte in Zeitschriften und Jahrbüchern veröffentlicht, die 1820 in einem Sammelband erschienen. Als sein Opus magnum gilt seine Übersetzung eines der bedeutendsten Werke der portugiesischen Literaturgeschichte – „Os Lusíadas“ (die Luisaden) – vom Luís de Camões von 1572. Er widmete diese Arbeit dem Politiker Friedrich Wilhelm August Carl von Bose.
1833/34 und 1836/37 war er stellvertretender Abgeordneter der Stadt Dresden in der II. Kammer des Sächsischen Landtags.

## Werke (Auswahl)
als Autor
- Gedichte. Göschen Verlag, Leipzig 1820.
- Die Mutter und ihre Söhne. Ein Gedicht. Göschen Verlag, Leipzig 1816.

als Übersetzer
- Luisaden („Os Lusíadas“, 1572).  Leipzig 1802 (Auszug der Lusiade).
- Die Luisade des Camoens. Weidmann Verlag, Leipzig 1807 (aus dem Portugiesischen in deutsche Ottavereime übersetzt online Ausgabe Wien 1816 – Internet Archive).